# Karin Smirnoff

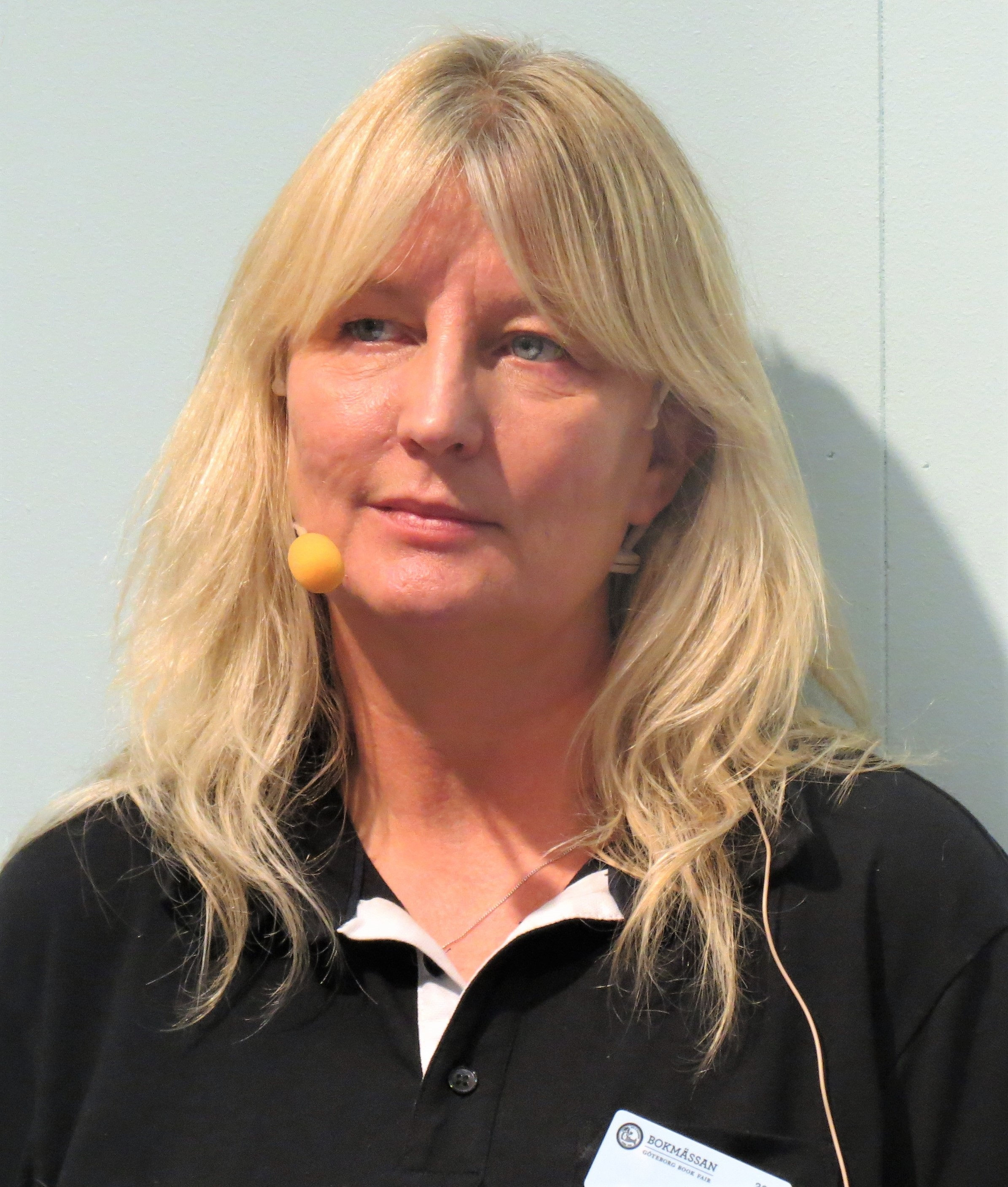
Karin Smirnoff (2019)

Karin Margareta Smirnoff (* 24. September 1964 in Umeå) ist eine schwedische Unternehmerin und Autorin.                                                                    

## Leben und Wirken
Smirnoff wurde 1964 in Umeå geboren, zog aber als Kind mit ihren Eltern nach Stockholm und lebte einige Zeit in Södertälje, Tullinge, Huddinge und verschiedenen Vororten, bevor sie in den 1980er-Jahren nach Västerbotten zog. Smirnoff absolvierte Anfang der 1990er Jahre eine Ausbildung zur Fotografin bei Kulturama und ergänzte diese mit Kursen in Schnitttechnik. Von 1994 bis 1995 studierte sie Skandinavistik an der Universität Umeå. Zwischen 2003 und 2005 arbeitete sie als Köchin in Hammenhög; von 2003 bis 2012 war sie außerdem als Journalistin tätig. Zwischen 2017 und 2019 begann sie ein Studium der Literaturwissenschaft an der Universität Lund und debütierte 2018 mit dem Roman Jag for ner till bror. Er wurde für den August-Preis 2018 nominiert und ist das erste Buch einer Romantrilogie. Das Buch wurde außerdem von der schwedischen Buchhändlervereinigung (BMF) zum besten Roman des Jahres 2018 gekürt. Am 23. Juli 2020 war sie Gastgeberin von Sommar i P1.

## Werke
- 2018: Jag for ner till bror, Stockholm: Polaris. ISBN 9789177950981
  - Mein Bruder. Übersetzung: Ursel Allenstein. Hanser Berlin, Berlin 2021. ISBN 978-3-446-26942-2
- 2019: Vi for upp med mor, Stockholm: Polaris. ISBN 9789177951407
- 2020: Sen for jag hem, Stockholm: Polaris. ISBN 9789177952022
- 2021: Sockerormen, Stockholm: Polaris
  - Wunderkind. Übersetzung: Ursel Allenstein. Hanser Berlin, Berlin 2023. ISBN 978-3-446-27585-0
- 2022: Havsörnens Skrik
  - Verderben. Übersetzung Leena Flegler. Heyne, München 2024, ISBN 978-3-453-42969-7.
- 2024: Lokattens klor
  - Die Vergeltung. Übersetzung Leena Flegler. Heyne, München 2024, ISBN 978-3-453-27452-5.

## Auszeichnungen
- 2018: Svenska bokhandelsmedhjälparföreningens pris
- 2019: Piteå kommuns kulturpris
- 2020: Ilona Kohrtz stipendium av Svenska Akademien[7]
- 2020: Ove Allanssonsällskapets stipendium[8]
- 2020: Storytel Awards stora ljudbokspris tillsammans med Lo Kauppi
- 2020: Stig Sjödin-priset[9]
- 2020: Studieförbundet Vuxenskolans pris[10]
- 2020: Svenska Dagbladets litteraturpris[11]
- 2020: Årets författare, Tidningen Vision
- 2021: Ivar-Lo-Preis
- 2021: Sveriges Radios novellpris
- 2023: Piratenpriset